# Jarosław Iwanow
Jarosław Iwanow (ur. 8 czerwca 1995 r. w Sakach na Półwyspie Krymskim) – polski bokser, pieciokrotny mistrz Polski.
Jest synem Ukrainki i Rosjanina, lecz ma polskie korzenie ze strony ojca mamy. Prócz ukraińskiego obywatelstwa, posiada również polskie. W latach młodzieńczych reprezentował Ukrainę.

## Kariera
W 2017 roku wziął udział na mistrzostwach Europy w Charkowie, lecz odpadł w pierwszej rundzie, przegrywając z Francuzem Jordanem Rodriguezem.
Dwa lata później w czerwcu wystąpił na igrzyskach europejskich w Mińsku, które były zarazem mistrzostwami Europy. W kategorii do 56 kg przegrał pierwszą swoją walkę z Gruzinem Artjuszem Gomcjanem, odpadając z dalszej rywalizacji. We wrześniu tego samego podczas mistrzostw świata w Jekaterynburgu odpadł w pierwszej rundzie kategorii do 57 kg, przegrywając niejednogłośnie na punkty z Brazylijczykiem Douglasem de Andradem.

## Wyniki
Wyniki igrzysk olimpijskich, mistrzostw świata, igrzysk europejskich i mistrzostw Europy.
| Rok  | Zawody               | Miejscowość   | Kategoria | Runda    | Przeciwnik         | Wynik |
| ---- | -------------------- | ------------- | --------- | -------- | ------------------ | ----- |
| 2017 | Mistrzostwa Europy   | Charków       | 56 kg     | 1. runda | Jordan Rodriguez   | P 0:5 |
| 2019 | Igrzyska europejskie | Mińsk         | 56 kg     | 1. runda | Artjusz Gomcjan    | P 0:5 |
| 2019 | Mistrzostwa świata   | Jekaterynburg | 57 kg     | 1. runda | Douglas de Andrade | P 2:3 |